# Noel Antonio Londoño Buitrago
Noel Antonio Londoño Buitrago CSsR (Quimbaye, Quindío, Colômbia, 6 de agosto de 1949) é bispo de Jericó.
Noel Antonio Londoño Buitrago entrou na Congregação Redentorista e recebeu o Sacramento da Ordem em 23 de novembro de 1973.
Em 13 de junho de 2013, o Papa Francisco o nomeou Bispo de Jericó. O Arcebispo de Santa Cruz de la Sierra, cardeal Julio Terrazas Sandoval, conferiu-lhe a consagração episcopal em 10 de agosto do mesmo ano; Os co-consagradores foram o Núncio Apostólico na Colômbia, Ettore Balestrero, e o Arcebispo de Cali, Darío de Jesús Monsalve Mejía. A posse na Diocese de Jericó ocorreu no dia 24 de agosto.